# Alexie Comnenul (asociat)

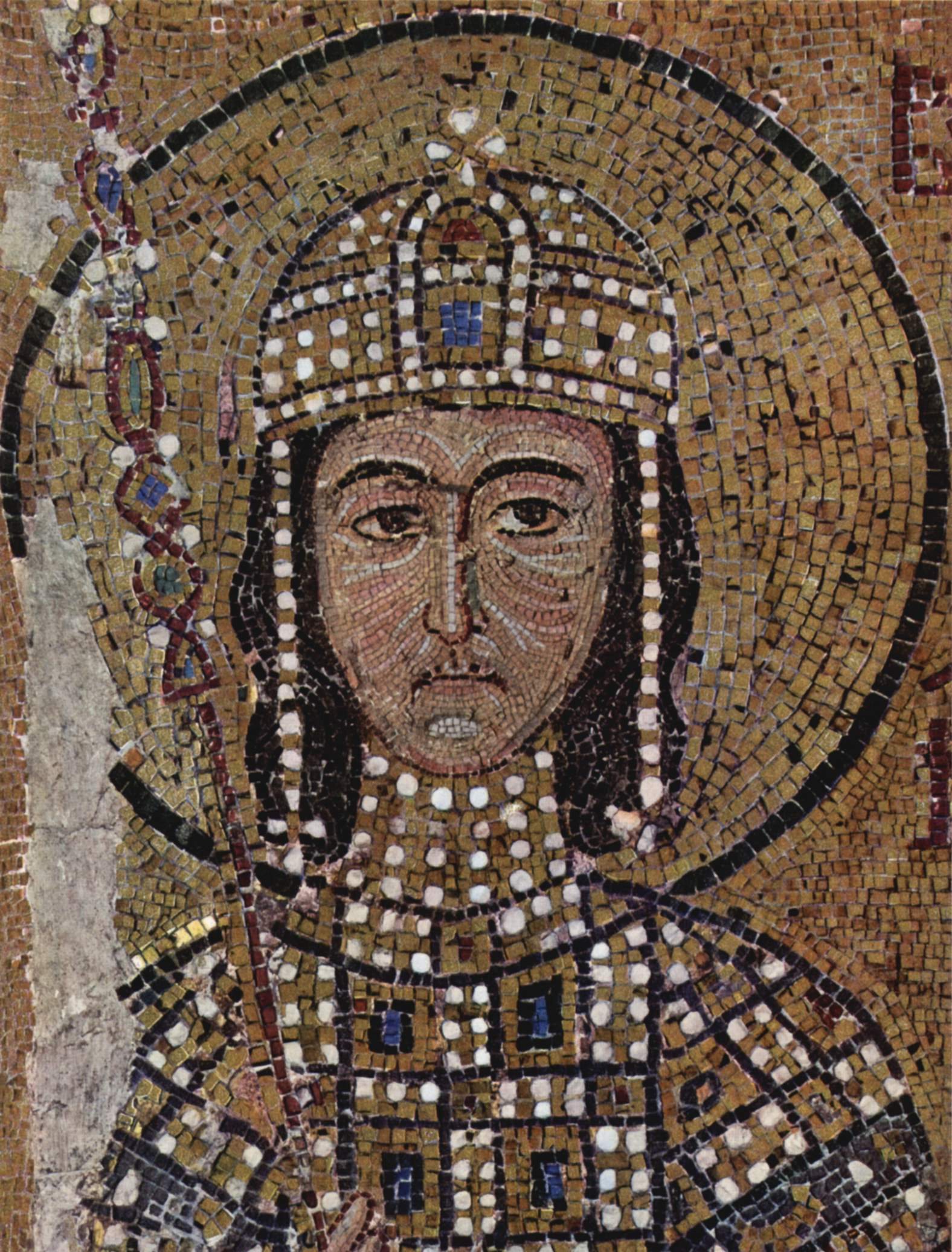

Alexie Comnenul (greacă Ἀλέξιος Κομνηνός, Alexios Komnenos)) (n. ? - d. 1142) - fiul lui Ioan al II-lea Comnenul, asociat la domnia Imperiului Bizantin (1122 - 1142).